# Alue Bilie (Woyla Timur)
Alue Bilie is een bestuurslaag in het regentschap Aceh Barat van de provincie Atjeh, Indonesië. Alue Bilie telt 60 inwoners (volkstelling 2010).